# Samhan
Samhan, ou Três Han, é o nome coletivo das confederações de Mahan, Jinhan (ou Chinhan) e Byeonhan (ou  Pyonhan) que emergiram no séc. I a.C. durante o período Proto-Três Reinos da Coreia Localizados nas regiões centro e sul da Península Coreana, as confederações Samhan eventualmente se desenvolveram e formaram os reinos de Baekje, Silla e Gaya. O termo "Samhan" também pode se referir aos Três Reinos da Coreia
Sam ( 三 ) é uma palavra sino-coreana que significa três, e Han significa grande. Ma significa sul, Byeon significa brilhante e Jin significa leste. Vários historiadores sugeriram que a palavra Han pode ter sido pronunciada como Gan ou Kan. A palavra era usada na língua de Silla com o significado de "rei" ou "regente", como exemplificado nas palavras 마립간 (麻立干; Maripgan) e 거서간 / 거슬한 (居西干 / 居瑟邯; Geoseogan/Geoseulhan). Alexander Vovin sugere que a palavra é relacionada ao Ḫan da língua mongol e ao Han da língua manchu, que significa regente, ambas com origem nas línguas yenisei e dos xiongnu.
Acredita-se que os integrantes de Samhan se formaram na época da queda Gojoseon no norte da Coreia em 108 a.C., quando os registros escritos sobre o estado Jin no sul da Coreia também desaparecem. Por volta do séc. IV, A Confederação Mahan foi totalmente absorvida pelo reino de Baekje, Jinhan por Silla e Byeonhan pela Confederação Gaya , que mais tarde foi anexada por Silla.
A partir do séc. VII, o termo "Samhan" se tornou sinônimo com os Três Reinos da Coreia. O "Han" nos nomes do Império Coreano, Daehan Jeguk e da República da Coreia (Coreia do Sul), Daehan Minguk ou Hanguk, é uma referência aos Três Reinos da Coreia, não das antigas confederações na parte sul da Península Coreana.

## Etimologia
De acordo com o Samguk sagi e com o Samguk yusa, Silla implementou uma política nacional, a "Unificação Samhan" (hangul: 삼한일통; hanja: 三韓一統) para integrar os refugiados de Baekje e de Goguryeo. Em 1982, uma pedra memorial datada do ano 686 foi descoberta em Cheongju com a inscrição: "Os Três Han foram unificados e o domínio foi expandido." Durante os tempos de Silla posterior, os conceitos de Samhan como confederações antigas e os Três Reinos da Coreia foram fundidos. Numa carta para um tutor imperial da Dinastia Tang, Choe Chiwon igualou Byeonhan a Baekje, Jinhan a Silla e Mahan a Goguryeo. A partir do período Goryeo, Samhan se tornou um nome comum para se referir a toda a Coreia. Em seus "Três Mandatos" para seus descendentes, Wang Geon declarou que ele havia unificado os Três Han (Samhan), referindo-se aos Três Reinos da Coreia. Samhan continuou a ser um nome comum para a Coreia durante o período Joseon e foi amplamente referenciado nos "Anais da Dinastia Joseon.
Na China, os Três Reinos da Coreia foram coletivamente chamados de Samhan desde o início do séc. VII. O uso do nome Samhan para indicar os Três Reinos da Coreia era amplo durante a Dinastia Tang. Goguryeo era alternadamente chamado de Mahan pela Dinastia Tang, como é evidenciado por um documento que se refere aos generais de Goguryeo como "Líderes Mahan".(hangul: 마한추장; Hanja: 馬韓酋長) em 645. Em 651, o Imperador Gaozong de Tang enviou uma mensagem ao rei de Baekje se referindo aos Três Reinos da Coreia como Samhan. Epitáfios da Dinastia Tang, incluindo os pertencentes a refugiados e imigrantes de Baekje, Goguryeo e Silla, chamavam os Três Reinos da Coreia de "Samhan", especialmente Goguryeo. Por exemplo, o epitáfio de Go Hyeon, um general da Dinastia Tang com origem em Goguryeo e que morreu em 690 o chama de "Homem de Liaodong Samhan" (hangul: 요동 삼한인; hanja: 遼東 三韓人). A História de Liao iguala Byeonhan a Silla, Jinhan a Buyeo e Mahan a Goguryeo.
Em 1897, Gojong da Coreia mudou o nome de Joseon para Império Coreano, Daehan Jeguk, em referência aos Três Reinos da Coreia. Em 1919, o governo provisório exilado durante a ocupação japonesa da Coreia declarou o nome do país como República da Coreia, Daehan Minguk, também em referência aos Três Reinos.

## Três Hans
Geralmente considera-se que os membros de Samhan tenham sido confederações vagas de estados em cidades muradas. Cada uma parece ter tido uma elite governante, cujo poder era uma mistura de política com xamanismo. Apesar de cada estado ter tido seu próprio líder ou regente, não há evidências de sucessão sistematizada.
O nome do pouco compreendido Estado de Jin continuou a ser usado no nome da Confederação Jinhan e no nome Byeonjin, um termo alternativo para Byeonhan. Além do mais, por um certo tempo, o líder de Mahan continuou a se chamar de "Rei de Jin", afirmando seu domínio sobre todas as confederações de Samhan.
Mahan era a maior e mais prematuramente desenvolvida das três confederações. Consistia de 54 pequenos estados, um dos quais conquistou ou absorveu os outros e se tornou o centro do Reino de Baekje. Geralmente considera-se que a localização de Mahan tenha sido a sudeste da Península Coreana, consistindo das atuais províncias de Jeollabuk-do, Chungcheongnam-do e Gyeonggi.
Jinhan era formada por 12 pequenos estados, que posteriormente originaram a Confederação Gaya, subsequentemente anexada por Silla. Geralmente considera-se que sua localização tenha sido a sul e oeste do vale do Rio Nakdong.

## Geografia
As exatas localizações ocupadas pelas diferentes confederações de Samhan são discutidas. É provável que suas fronteiras tenham mudado com o tempo. O Samguk Sagi indica que Mahan estava localizada na região norte posteriormente ocupada por Koguryo, Jinhan na região posteriormente ocupada por Silla e Byeonhan na região sudeste posteriormente ocupada por Baekje. Porém, o San Guo Zhi, escrito anos antes na China, localiza Mahan no sudoeste, Jinhan no sudeste e Byeonhan entre ambas.
Aldeias eram normalmente construídas nas profundezas dos vales de altas montanhas, onde estavam relativamente seguras contra ataques. As fortalezas em montanhas também eram frequentemente construídas como locais de refúgio durante a guerra. Considera-se geralmente que os estados menores que compunham as federações cobriam tanto território quanto um myeon moderno.

## Línguas
Um dos mais eminentes líderes da Imigração Han (Hangul: 한; Hanja: 韓) foi o Rei Jun de Gojoseon da parte setentrional da Coreia, que tinha perdido o trono para Wiman de Gojoseon e fugiu para Jin ao sul por volta de 194 - 180 a.C. Ele e seus seguidores fundaram a Confederação Mahan. Outras migrações Han continuaram após a queda de Gojoseon e o estabelecimento de comendas chinesas na costa da Península Coreana em 108 a.C.
As línguas de Samhan (Hangul: 삼한어; Hanja: 三韓語) formavam um ramo antigo das línguas coreánicas, rreferindo-se às línguas coreânicas "não-Buyeo", que foram faladas no sul da Península Coreana e eram relacionadas às Línguas Buyeo.
As línguas Samhan eram faladas nas confederações de Mahan, Byeonhan e Jinhan. Não se sabe ao certo a extensão das línguas Han. Neste ramo geralmente se inclui a língua de Silla e, por vezes, a língua de Baekje.

## Tecnologia
A introdução sistemática do ferro correu no Período Samhan. Isso foi adotado com particular intensidade pelos estados de Byeonhan, no vale do rio Nakdong, que fabricavam e exportavam armaduras e armas de ferro em todo o nordeste da Ásia.
A introdução da tecnologia do ferro também facilitou o crescimento da agricultura, pois ferramentas de ferro facilitou muito a limpeza de terras e seu cultivo. 

## Relações
Até o surgimento de Goguryeo, as relações externas das confederações de Samhan eram praticamente limitadas às comendas chinesas localizadas no antigo território de Gojoseon. A que durou mais tempo, a Comenda de Lelang, parece ter mantido relações diplomáticas separadas com cada estado em vez de com os líderes das confederações.
Inicialmente, a relação era um sistema de comércio em que trocava-se "tributo" por títulos e presentes de prestígio. Selos oficias identificavam a autoridade de cada líder para comerciar com a comenda. Porém, após a queda de Cao Wei no séc. III, o San Guo Zhi relata que a comenda de Lelang distribuiu livremente selos oficiais para plebeus, não mais simbolizando autoridade política (Yi, 2001, p. 245).
As comendas chinesas proviam bens luxuriosos e consumiam produtos locais. Moedas e contas de colar da Dinastia Han são encontradas pela Península Coreana. Estas eram trocadas por ferro ou seda. Após o séc. II d.C., enquanto a influência chinesa diminuía, lingotes de ferro passaram a ser usados como moeda no comércio sediado em Jinhan e Byeonhan.
Também existiram relações comerciais com os estados emergentes do Japão antigo, normalmente encolvendo a troca de artigos ornamentais de bronze por ferro da Coreia. Tais relações comerciais mudaram no séc. III, quando Yamatai ganhou controle monopolístico do comércio japonês com Byeonhan.